# Saison 2015 de la National Rugby League
Navigation
Édition précédente Édition suivante
La Saison 2015 de la National Rugby League est la cent-huitième édition de cette compétition depuis que celle-ci a été créée en 1908. Seize équipes jouent 26 journées de championnat (phase régulière), les huit meilleures d'entre elles sont qualifiées pour les phases finales, dans le but de se qualifier pour la grande finale.

## Résultats

### Classement de la phase régulière
mis à jour le 9 septembre 2019
| Rang | Franchise                | Joués | V  | N | D  | B | PP  | PC  | Diff | Points |
| 1    | Sydney (DF)              | 24    | 18 | 0 | 6  | 2 | 591 | 300 | +291 | 40     |
| 2    | Brisbane                 | 24    | 17 | 0 | 7  | 2 | 574 | 379 | +195 | 38     |
| 3    | North Queensland         | 24    | 17 | 0 | 7  | 2 | 587 | 454 | +133 | 38     |
| 4    | Melbourne                | 24    | 14 | 0 | 10 | 2 | 467 | 348 | +119 | 32     |
| 5    | Canterbury-Bankstown (F) | 24    | 14 | 0 | 10 | 2 | 522 | 480 | +42  | 32     |
| 6    | Cronulla-Sutherland (CB) | 24    | 14 | 0 | 10 | 2 | 469 | 476 | -7   | 32     |
| 7    | South Sydney (CH)        | 24    | 13 | 0 | 11 | 2 | 465 | 467 | -2   | 30     |
| 8    | St. George Illawarra     | 24    | 12 | 0 | 12 | 2 | 435 | 408 | +27  | 28     |
| 9    | Manly-Warringah          | 24    | 11 | 0 | 13 | 2 | 458 | 492 | -34  | 26     |
| 10   | Canberra                 | 24    | 10 | 0 | 14 | 2 | 577 | 569 | +8   | 24     |
| 11   | Penrith (DF)             | 24    | 9  | 0 | 15 | 2 | 399 | 477 | -78  | 22     |
| 12   | Parramatta               | 24    | 9  | 0 | 15 | 2 | 448 | 573 | -125 | 22     |
| 13   | Newcastle                | 24    | 9  | 0 | 15 | 2 | 445 | 588 | -143 | 22     |
| 14   | Gold Coast               | 24    | 9  | 0 | 15 | 2 | 439 | 636 | -197 | 22     |
| 15   | Wests Tigers             | 24    | 8  | 0 | 16 | 2 | 487 | 562 | -75  | 20     |
| 16   | New Zealand              | 24    | 8  | 0 | 16 | 2 | 458 | 612 | -154 | 20     |

| - Qualifié pour les phases finales (#1 à #8). |
| CH : Champion 2014, FI : Finaliste 2014, CB : Cuillère de bois 2014, DF : Demi-finaliste 2014                                                                                           |
| abréviations=Pts, points; J, matchs joués; V, victoires ; N, match nuls ; D, défaites ; B, bye ; PP, points pour ; PC, points contre ; Diff, différence de points ; T, tenant du titre. |

Attribution des points : 2 points sont attribués pour une victoire, 1 point pour un match nul, 0 point en cas de défaite, 2 lorsque l'épique est exempte (bye).
Source : nrl.com

### Playoffs
Lors des Finales de qualification, le vainqueur des deux machs opposant les premier et quatrième de la phase régulière, et du deuxième et le troisième, sont directement qualifiés pour les finales préliminaires. Les vaincus de ces deux rencontres sont opposés aux deux vainqueurs des deux autres rencontres des Finales de qualification.
|           | 1er tour des play offs | 1er tour des play offs          | 1er tour des play offs | |                  |                                 |        | Demi-finales préliminaires | Demi-finales préliminaires |        |  |                 |          | Demi-finales     | Demi-finales |  |  | Grande finale    | Grande finale |  |
|           |                        |                                 |                        | |                  |                                 |        |                            |                            |        |  |                 |          |                  |              |  |  |                  |               |  |
|           |                        | QPO1 :                          |                        | |                  |                                 |        |                            |                            |        |  |                 |          |                  |              |  |  |                  |               |  |
|           | 1                      | Sydney Roosters                 | 18                     | |                  |                                 |        |                            |                            |        |  |                 |          |                  |              |  |  |                  |               |  |
|           | 4                      | Melbourne                       | 20                     | |                  |                                 |        | PSF1 :                     |                            |        |  |                 |          |                  |              |  |  |                  |               |  |
|           |                        |                                 |                        | |                  |                                 |        | Sydney Roosters            | 38                         |        |  |                 |          |                  |              |  |  |                  |               |  |
|           |                        | EPO1 :                          | EPO1 :                 | |                  |                                 |        | Canterbury-Bankstown       | 12                         |        |  |                 |          | QSF1 :           | QSF1 :       |  |  |                  |               |  |
|           | 5                      | Canterbury-Bankstown            | 11                     | |                  |                                 |        |                            |                            |        |  |                 |          | Melbourne        | 12           |  |  |                  |               |  |
|           | 8                      | St. George Illawarra            | 10                     | |                  |                                 |        |                            |                            |        |  |                 |          | North Queensland | 32           |  |  | GF :             | GF :          |  |
|           |                        |                                 |                        | |                  |                                 |        |                            |                            |        |  |                 |          |                  |              |  |  | North Queensland | 17            |  |
|           |                        | EPO2 :                          | EPO2 :                 | EPO2 : |                  |                                 |        |                            |                            | QSF2 : |  |                 |          | Brisbane         | 16           |  |  |                  |               |  |
|           | 6                      | Cronulla-Sutherland             | 28                     | |                  |                                 |        |                            |                            |        |  |                 | Brisbane | 31               |              |  |  |                  |               |  |
|           | 7                      | South Sydney                    | 12                     | |                  | PSF2 :                          | PSF2 : |                            |                            |        |  | Sydney Roosters | 12       |                  |              |  |  |                  |               |  |
|           |                        |                                 |                        | | North Queensland | 39                              |        |                            |                            |        |  |                 |          |                  |              |  |  |                  |               |  |
|           | QPO2 :                 | QPO2 :                          | QPO2 :                 | QPO2 : |                  |                                 |        | Cronulla-Sutherland        | 0                          |        |  |                 |          |                  |              |  |  |                  |               |  |
|           | 2                      | Brisbane                        | 16                     | |                  |                                 |        |                            |                            |        |  |                 |          |                  |              |  |  |                  |               |  |
|           | 3                      | North Queensland                | 12                     | |                  |                                 |        |                            |                            |        |  |                 |          |                  |              |  |  |                  |               |  |
|           |                        |                                 |                        | \| Légende : \| \| Progression de l'équipe défaite \| \| Progression de l'équipe victorieuse \| \| Progression de l'équipe choisie \| |                  |                                 |        |                            |                            |        |  |                 |          |                  |              |  |  |                  |               |  |
| Légende : |                        | Progression de l'équipe défaite |                        | Progression de l'équipe victorieuse                                                                                                   |                  | Progression de l'équipe choisie |        |                            |                            |        |  |                 |          |                  |              |  |  |                  |               |  |

Semaine 1. Qualification/Elimination en phase finale : les rencontres sont déterminées suivant le classement des équipes de la saison régulière. Les équipes ayant obtenu un meilleur rang affrontant l'équipe ayant le moins bon rang. Les équipes ayant le meilleur rang reçoivent.
Semaine 2. Les demi-finales préliminaires : les rencontres sont déterminées suivant le classement des équipes de la saison régulière. Les équipes ayant obtenu un meilleur rang affrontant l'équipe ayant le moins bon rang. Les équipes ayant le meilleur rang reçoivent.
Semaine 3. Les demi-finales : les vainqueurs des précédentes phases qualificatives s'affrontent pour déterminer les deux finalistes. Les adversaires sont décidées en fonction du choix de l'équipe ayant obtenu le meilleur classement lors de la saison régulière entre les deux équipes ayant le moins bon classement. Ce sont les vainqueurs de la semaine 1 qui reçoivent.

## Statistiques

### Meilleurs marqueurs de points
| Rang | Joueur             | Club                         | Poste            | Points | Essais | Goals | Drops |
| ---- | ------------------ | ---------------------------- | ---------------- | ------ | ------ | ----- | ----- |
| 1    | James Maloney      | Sydney Roosters              | Demi d'ouverture | 250    | 9      | 106   | 2     |
| 2    | Jarrod Croker      | Canberra Raiders             | Centre           | 236    | 12     | 94    | 0     |
| 3    | Johnathan Thurston | North Queensland Cowboys     | Demi de mêlée    | 208    | 4      | 93    | 6     |
| 4    | Pat Richards       | Wests Tigers                 | Ailier           | 197    | 17     | 64    | 1     |
| 5    | Gareth Widdop      | St. George Illawarra Dragons | Arrière          | 182    | 9      | 73    | 0     |
| 6    | Michael Gordon     | Cronulla-Sutherland Sharks   | Arrière          | 164    | 4      | 74    | 0     |
| 7    | Cameron Smith      | Melbourne Storm              | Talonneur        | 146    | 1      | 71    | 0     |
| 8    | Corey Parker       | Brisbane Broncos             | Troisième ligne  | 144    | 3      | 66    | 0     |
| 9    | Shaun Johnson      | New Zealand Warriors         | Demi de mêlée    | 130    | 8      | 48    | 2     |
| 10   | Tyrone Roberts     | Newcastle Knights            | Demi de mêlée    | 120    | 3      | 54    | 0     |

### Meilleurs marqueurs d'essais
| Rang | Joueur              | Club                          | Poste   | Essais |
| ---- | ------------------- | ----------------------------- | ------- | ------ |
| 1    | Semi Radradra       | Parramatta Eels               | Ailier  | 24     |
| 2    | Curtis Rona         | Canterbury-Bankstown Bulldogs | Ailier  | 23     |
| 3    | Alex Johnston       | South Sydney Rabbitohs        | Ailier  | 17     |
| -    | Shaun Kenny-Dowall  | Sydney Roosters               | Ailier  | 17     |
| -    | Pat Richards        | Wests Tigers                  | Ailier  | 17     |
| -    | James Tedesco       | Wests Tigers                  | Arrière | 17     |
| 7    | Valentine Holmes    | Cronulla-Sutherland Sharks    | Ailier  | 16     |
| -    | Marika Koroibete    | Melbourne Storm               | Ailier  | 16     |
| -    | James Roberts       | Gold Coast Titans             | Centre  | 16     |
| -    | Brett Stewart       | Manly-Warringah Sea Eagles    | Arrière | 16     |
| -    | Daniel Tupou        | Sydney Roosters               | Ailier  | 16     |
| -    | Antonio Winterstein | North Queensland Cowboys      | Ailier  | 16     |

## Récompenses individuelles
Les trophées « Dally M Medal » sont, comme d'habitude, remis après la fin de la saison régulière de la NRL et ne prennent pas en compte les rencontres de la phase finale.
| Points | Joueur                  |
| ------ | ----------------------- |
| 32     | Johnathan Thurston      |
| 21     | Aaron Woods             |
| -      | Benji Marshall          |
| -      | Michael Ennis           |
| 18     | Ben Hunt                |
| 17     | Cameron Smith           |
| -      | James Maloney           |
| 16     | Blake Austin            |
| -      | Corey Norman            |
| -      | Roger Tuivasa-Sheck     |
| -      | Jared Waerea-Hargreaves |
| -      | James Tedesco           |

| Poste                     | Joueur              |
| ------------------------- | ------------------- |
| Meilleur arrière          | Roger Tuivasa-Sheck |
| Meilleur ailier           | Semi Radradra       |
| Meilleur centre           | James Roberts       |
| Meilleur demi d'ouverture | Blake Austin        |
| Meilleur de mêlée         | Johnathan Thurston  |
| Meilleur troisième ligne  | Jason Taumalolo     |
| Meilleur deuxième ligne   | Josh Jackson        |
| Meilleur pilier           | Aaron Woods         |
| Meilleur talonneur        | Michael Ennis       |

| Poste                      | Lauréat                          |
| -------------------------- | -------------------------------- |
| Provan-Summons Medal       | Johnathan Thurston               |
| Débutant de l'année        | Jack Bird                        |
| Capitaine de l'année       | Johnathan Thurston Matthew Scott |
| Entraîneur de l'année      | Wayne Bennett                    |
| Meilleur marqueur d'essais | Semi Radradra                    |